# John Landsteiner
John Landsteiner (Mankato, 19 de mayo de 1990) es un deportista estadounidense que compite en curling.
Participó en tres Juegos Olímpicos de Invierno, entre los años 2014 y 2022, obteniendo una medalla de oro en Pyeongchang 2018, en la prueba masculina.
Ganó una medalla de bronce en el Campeonato Mundial de Curling Masculino de 2016 y una medalla de bronce en el Campeonato Pan Continental de Curling Masculino de 2024.

## Palmarés internacional
| Juegos Olímpicos           | Juegos Olímpicos            | Juegos Olímpicos  | Juegos Olímpicos |
| Año                        | Lugar                       | Medalla           | Prueba           |
| -------------------------- | --------------------------- | ----------------- | ---------------- |
| 2018                       | Pyeongchang (Corea del Sur) | Medalla de oro    | Equipo           |
| Campeonato Mundial         |                             |                   |                  |
| Año                        | Lugar                       | Medalla           | Prueba           |
| 2016                       | Basilea (Suiza)             | Medalla de bronce | Equipo           |
| Campeonato Pan Continental |                             |                   |                  |
| Año                        | Lugar                       | Medalla           | Prueba           |
| 2024                       | Lacombe (Canadá)            | Medalla de bronce | Equipo           |